# ألدو هايك
ألدو هايك (ولد في 17 أبريل 1952) هو أستاذ دولي في الشطرنج الفرنسي (IM) (1977)، وفائز ببطولة الشطرنج الفرنسية مرتين (1972، 1983)، وحائز على الميدالية الذهبية الفردية في أولمبياد الشطرنج (1972)، وحائز على الميدالية البرونزية الفردية في بطولة العالم للفرق في الشطرنج (1985).

## سيرته
في سبعينيات وثمانينيات القرن الماضي، كان ألدو هايك أحد أبرز لاعبي الشطرنج الفرنسيين. فاز بالميدالية الذهبية مرتين في بطولة فرنسا للشطرنج: عام 1972 في روزني سو بوا وعام 1983 في بلفور. في عام 1977، مُنح لقب أستاذ دولي (IM) من الاتحاد الدولي للشطرنج. في عام 1985، كان أول لاعب فرنسي يحصل على لقب أستاذ كبير في الشطرنج. شارك ألدو هايك بنجاح في بطولات دولية للشطرنج، حيث فاز أو تقاسم المركز الأول: بيرغا (1976)، وستارا زاغورا (1977)، ولندن (1978، 1979)، وبانيو (1981)، وميتز (1995).
لعب ألدو هايك لصالح فرنسا في أولمبياد الشطرنج:
- في عام 1972، في مجلس الاحتياطي الثاني في أولمبياد الشطرنج العشرين في سكوبيه (+11، =0، -1) وفاز بالميدالية الذهبية الفردية.
- في عام 1978، في أول مشاركة له في أولمبياد الشطرنج الثالث والعشرين في بوينس آيرس (+4، =4، -5).
- في عام 1980، في أول مشاركة له في أولمبياد الشطرنج الرابع والعشرين في لا فاليتا (+5، =5، -3).
- في عام 1982، في أول مشاركة له في أولمبياد الشطرنج الخامس والعشرين في لوسيرن (+4، =2، -6).
- في عام 1984، في المجلس الثاني في أولمبياد الشطرنج السادس والعشرين في سالونيك (+4، =3، -5).
- في عام 1986، في المجلس الثاني في أولمبياد الشطرنج السابع والعشرين في دبي (+4، =5، -2).
- في عام 1988، في المجلس الاحتياطي الأول في أولمبياد الشطرنج الثامن والعشرين في سالونيك (+5، =2، -2).

لعب ألدو هايك لصالح فرنسا في بطولة العالم للشطرنج الجماعي:
- في عام 1985، حصل على المركز الثالث في بطولة العالم الأولى للشطرنج الجماعي في لوسيرن (+5، =3، -1) وفاز بالميدالية البرونزية الفردية.

لعب ألدو هايك لصالح فرنسا في بطولة أوروبا للفرق في الشطرنج:
- في عام 1989، في المركز السادس في بطولة أوروبا التاسعة للشطرنج الجماعي في حيفا (+1، =1، -2).

لعب ألدو هايك لصالح فرنسا في بطولة العالم لفريق الشطرنج للطلاب:
- في عام 1974، في اللوحة الأولى في بطولة العالم العشرين لفرق الشطرنج الطلابية في تيسايد (+6، =2، -3).

أنهى ألدو هايك مسيرته الاحترافية في الشطرنج في أوائل التسعينيات. عمل محررًا للشطرنج في صحيفة لوفيجارو. وألّف ألدو هايك العديد من الكتب عن الشطرنج:
- Les Échecs, 4 Tournois pour un titre, Un jeune français maître International, ألدو هايك, هاتير, 1978
- اللعبة سهلة، 1982 ( )
- Les Échecs spectaculaires: 150 من الطهاة المبدعين في تاريخ الميكانيكا؛ الأحزاب والدراسات والمشاكل 1984 ( )

## روابط خارجية
- Aldo Haïk على موقع الاتحاد الدولي للشطرنج (الإنجليزية)
- Aldo Haïk على موقع مباريات الشطرنج (الإنجليزية)
- Aldo Haïk على موقع 365Chess.com (الإنجليزية)
- Aldo Haïk على موقع Chesstempo.com (الإنجليزية)
- Aldo Haïk سجل أولمبياد الشطرنج على موقع OlimpBase.org (الإنجليزية)